# Emissões de gases de efeito estufa

Emissões anuais de dióxido de carbono por pessoa (altura das barras verticais) e por país (área das barras verticais) dos quinze países com emissões mais elevadas (2021)

As emissões de gases de efeito estufa (GEE) provenientes de atividades humanas intensificam o efeito estufa. Isto contribui para o aquecimento global. O dióxido de carbono (CO2), proveniente da queima de combustíveis fósseis, como carvão, petróleo e gás natural, é um dos fatores mais importantes na causa das mudanças climáticas. Os maiores emissores [en] são a China, seguida pelos Estados Unidos. Os Estados Unidos têm emissões per capita mais altas. As grandes empresas de petróleo e gás são os principais produtores que alimentam as emissões ao nível global. As emissões das atividades humanas aumentaram o dióxido de carbono atmosférico em cerca de 50% em relação aos níveis pré-industriais. Os níveis crescentes de emissões têm variado, mas têm sido consistentes entre todos os gases de efeito estufa. As emissões na década de 2010 foram, em média, de 56 bilhões de toneladas por ano, mais altas do que em qualquer década anterior. O total de emissões cumulativas de 1870 a 2022 foi de 703 GtC (2575 GtCO2), dos quais 484±20 GtC (1773±73 GtCO2) são provenientes de combustíveis fósseis e da indústria, e 219±60 GtC (802±220 GtCO2) são provenientes de mudanças no uso da terra [en]. Mudanças no uso da terra, como o desmatamento, causaram cerca de 31% das emissões acumuladas entre 1870 e 2022, carvão 32%, petróleo 24% e gás 10%.
O dióxido de carbono (CO2) é o principal gás de efeito estufa resultante das atividades humanas. Ele é responsável por mais da metade do aquecimento global. As emissões de metano (CH4) têm quase o mesmo impacto a curto prazo. Em comparação, o óxido nitroso (N2O) e os gases fluorados [en] (F-gases) desempenham um papel menor. As emissões de dióxido de carbono, metano e óxido nitroso em 2023 foram as mais elevadas da história.
A geração de eletricidade, o aquecimento e o transporte são os principais emissores; a energia em geral é responsável por cerca de 73% das emissões. O desmatamento e outras mudanças no uso da terra também emitem dióxido de carbono e metano. A maior fonte de  emissões antropogênicas de metano é a agricultura, seguida de perto pela  esvaziamento de bolsas de gás e pelas emissões fugitivas do setor de combustíveis fósseis. A maior fonte de metano agrícola é a pecuária. Os solos agrícolas emitem óxido nitroso, em parte devido aos fertilizantes. Da mesma forma, os gases fluorados dos produtos de refrigeração desempenham um papel muito importante no total de emissões humanas.
As atuais taxas de emissões equivalentes de CO2, em média 6,6 toneladas por pessoa por ano, são bem mais do que o dobro da taxa estimada de 2,3 toneladas necessárias para não ultrapassar o aumento de 1,5 °C em relação aos níveis pré-industriais previsto no Acordo de Paris. As emissões anuais per capita nos países industrializados são, em geral, dez vezes maiores que a média dos países em desenvolvimento.
A pegada de carbono (ou pegada de gás de efeito estufa) serve como um indicador para comparar a quantidade de gases de efeito estufa emitidos durante todo o ciclo de vida, desde a produção de um bem ou serviço ao longo da cadeia de suprimentos até seu consumo final. A  contabilidade do carbono (ou contabilidade de gases de efeito estufa) é uma combinação de métodos para medir e rastrear a quantidade de gases de efeito estufa que uma empresa emite.

## Relevância para o efeito estufa e o aquecimento global
O efeito estufa (português brasileiro) ou efeito de estufa (português europeu) é um processo físico que ocorre quando uma parte da radiação infravermelha (percebida como calor) é emitida pela superfície terrestre e absorvida por determinados gases presentes na atmosfera, os chamados gases do efeito estufa ou gases estufa. Como consequência disso, parte do calor é irradiado de volta para a superfície, não sendo libertado para o espaço. O efeito estufa dentro de uma determinada faixa é de vital importância pois, sem ele, a vida como a conhecemos não poderia existir. Serve para manter o planeta aquecido e, assim, garantir a manutenção da vida.
Atividades humanas como a queima de combustíveis fósseis, o emprego de certos fertilizantes, o desmatamento e o grande desperdício contemporâneo de alimentos, que têm entre seus resultados a elevação nos níveis atmosféricos de gases estufa, vêm intensificando de maneira importante o efeito estufa e desestabilizando o equilíbrio energético no planeta, produzindo um fenômeno conhecido como aquecimento global.

## Visão geral das principais fontes

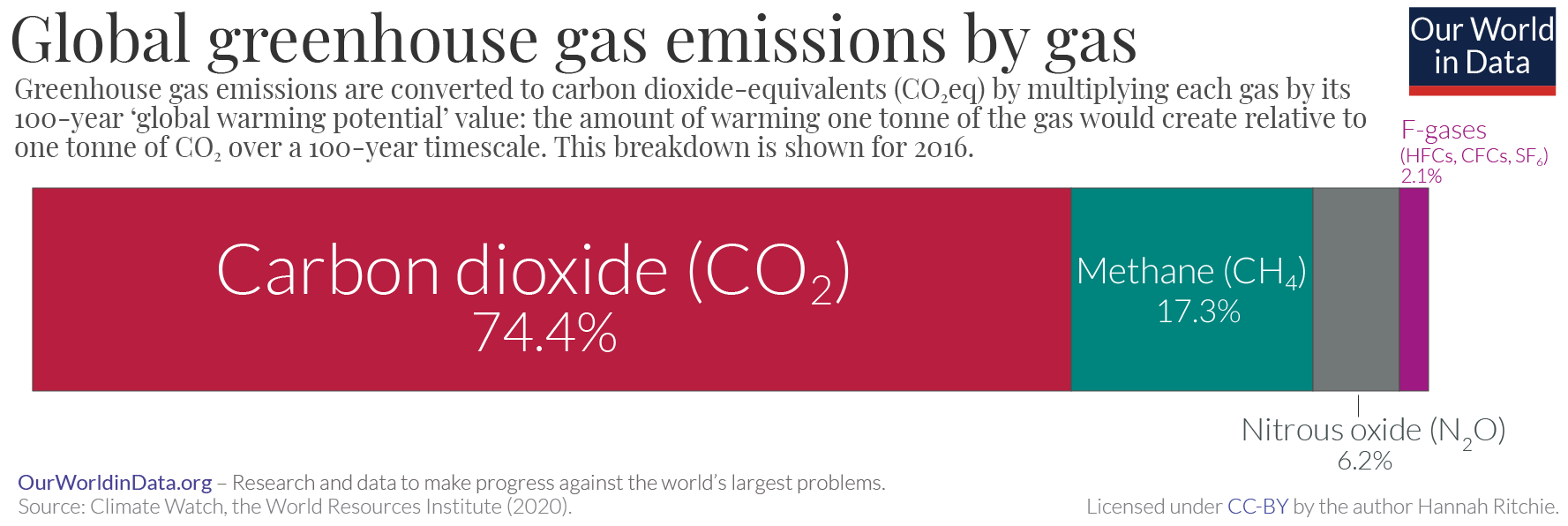
Emissões globais de gases de efeito estufa por tipo de gás de efeito estufa. A maioria (74%) foi de CO2, seguida por metano (17%), em 2016.

### Gases de efeito estufa relevantes
As principais fontes antropogênicas (de origem humana) de gases de efeito estufa são dióxido de carbono (CO2), óxido nitroso (
N2O), metano, três grupos de gases fluorados (hexafluoreto de enxofre (
SF6), hidrofluorocarbonetoss (HFCs) e perfluorocarbonetos (PFCs e trifluoreto de nitrogênio (
NF3))). Embora o efeito estufa seja fortemente impulsionado por vapor de água [en], as emissões humanas de vapor não contribuem de forma significativa para o aquecimento global.
Embora os CFCs sejam gases de efeito estufa, eles são regulamentados pelo Protocolo de Montreal, que foi motivado pela contribuição dos CFCs para a destruição da camada de ozônio e não por sua contribuição para o aquecimento global. A destruição da camada de ozônio tem apenas um papel secundário no aquecimento do efeito estufa, embora os dois processos às vezes sejam confundidos na mídia. Em 2016, negociadores de mais de 170 nações reunidos na cúpula do Programa das Nações Unidas para o Meio Ambiente chegaram a um acordo com força de lei para eliminar gradualmente os hidrofluorocarbonetos (HFCs) na  Emenda de Kigali ao Protocolo de Montreal. O uso do CFC-12 (exceto em alguns usos essenciais) foi eliminado devido às suas propriedades de destruição da camada de ozônio. Segundo o Protocolo, a eliminação gradual dos compostos de HCFC menos ativos deve ser concluída em 2030.

### Atividade humana

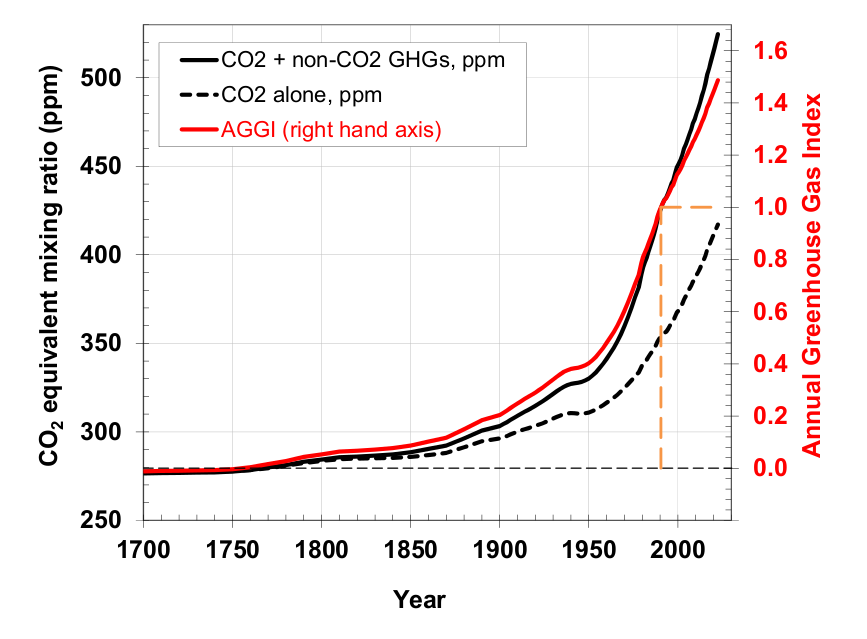
O crescimento da era industrial nas concentrações atmosféricas de gás equivalente ao a partir de 1750

A partir de 1750, a atividade industrial alimentada por combustíveis fósseis começou a aumentar significativamente a concentração de dióxido de carbono e outros gases de efeito estufa. As emissões cresceram rapidamente desde 1950, com a expansão contínua da população global e da atividade econômica após a Segunda Guerra Mundial. Em 2021, as concentrações atmosféricas medidas de dióxido de carbono eram quase 50% mais altas do que os níveis pré-industriais.
As principais fontes de gases de efeito estufa devido à atividade humana (também chamadas de fontes de carbono) são:
- Queima de combustíveis fósseis: estima-se que a queima de petróleo, carvão e gás tenha emitido 37,4 bilhões de toneladas de CO2e em 2023.[26] A maior fonte individual são as usinas elétricas a carvão, com 20% dos gases de efeito estufa (GEE) em 2021.[27]
- A mudança no uso da terra (principalmente o desmatamento nos trópicos) é responsável por cerca de um quarto do total de emissões antropogênicas de GEE.[28]
- A  fermentação entérica do gado e o  manejo do esterco,[29] o cultivo de arroz alagado, as mudanças no uso da terra e nas áreas úmidas, os lagos construídos por humanos,[30] as perdas de tubulações e as emissões de aterros sanitários cobertos [en] e ventilados levam a concentrações atmosféricas mais altas de metano. Muitos dos sistemas sépticos mais recentes, totalmente ventilados, que aprimoram e visam o processo de fermentação, também são fontes de metano atmosférico.
- Uso de clorofluorocarbonetos (CFCs) em sistemas de refrigeração e uso de CFCs e halons em sistemas de supressão de incêndio e processos de fabricação.
- Os solos agrícolas emitem óxido nitroso (

N2O), em parte devido à aplicação de fertilizantes.
- A maior fonte de emissões antropogênicas de metano é a agricultura, seguida de perto pela ventilação de gás e pelas emissões fugitivas da indústria de combustíveis fósseis.[32][33] A maior fonte de metano agrícola é a pecuária. O gado (criado para carne e leite, bem como para produtos não comestíveis, como esterco e força de tração) é a espécie animal responsável pela maior parte das emissões, representando cerca de 65% das emissões do setor pecuário.[34]

Emissões de CO_{2} per capita em relação ao PIB per capita (2018): Em geral, os países com um PIB per capita mais alto também têm emissões de gases de efeito estufa per capita mais altas.

### Países de alta renda comparados a países de baixa renda
As emissões anuais per capita nos países industrializados são, em geral, dez vezes maiores do que a média dos países em desenvolvimento. :144 Devido ao rápido desenvolvimento econômico da China, suas emissões anuais per capita estão se aproximando rapidamente dos níveis dos países do grupo do Anexo I do Protocolo de Quioto (ou seja, os países desenvolvidos, exceto os EUA).
A África e a América do Sul são emissoras relativamente pequenas, representando 3-4% das emissões globais cada. Ambas têm emissões quase iguais às da aviação internacional e do transporte marítimo.

## Cálculos e relatórios

As emissões de CO_{2} per capita aumentaram após a metade do século XX, mas depois diminuíram sua taxa de crescimento.

### Variáveis
Há várias maneiras de medir as emissões de gases de efeito estufa. Algumas variações incluem:
- Definição dos limites de medição: As emissões podem ser atribuídas geograficamente à área em que foram emitidas (princípio do território) ou, pelo princípio da atividade, ao território que produziu as emissões. Esses dois princípios resultam em totais diferentes ao medir, por exemplo, a importação de eletricidade de um país para outro ou as emissões em um aeroporto internacional.
- Horizonte de tempo de diferentes gases: A contribuição de determinado gás de efeito estufa é relatada como equivalente de CO2. O cálculo para determinar isso leva em conta o tempo que o gás permanece na atmosfera.
- O próprio protocolo de medição: Pode ser por meio de medição direta ou estimativa. Os quatro métodos principais são o método baseado no fator de emissão, o método de balanço de massa, os sistemas de  monitoramento de emissões preditivas e os sistemas de monitoramento de emissões contínuas. Esses métodos diferem em termos de precisão, custo e facilidade de uso. Espera-se que as informações públicas das medições espaciais de dióxido de carbono [en] pelo  Climate Trace revelem grandes centros individuais antes da Conferência das Nações Unidas sobre Mudança Climática de 2021.[39]

Essas medidas às vezes são usadas pelos países para afirmar várias posições políticas/éticas sobre as mudanças climáticas.:94 O uso de diferentes medidas leva a uma falta de comparatividade, o que é problemático no monitoramento do progresso em direção às metas. Há argumentos para a adoção de uma ferramenta de medição comum ou, pelo menos, para o desenvolvimento da relação entre as diferentes ferramentas.

### Balança comercial
A balança comercial registra as emissões com base na diferença entre as exportações e as importações de um país. Para muitas nações mais ricas, o saldo é negativo porque são importados mais bens do que são exportados. Esse resultado se deve principalmente ao fato de que é mais barato produzir bens fora dos países desenvolvidos, levando os países desenvolvidos a se tornarem cada vez mais dependentes de serviços e não de bens. Um saldo positivo na conta significaria que mais produção estava ocorrendo em um país, portanto, mais fábricas em funcionamento, que aumentariam os níveis de emissão de carbono.
As emissões também podem ser medidas em intervalos de tempo mais curtos. As mudanças nas emissões podem, por exemplo, ser medidas em relação ao ano-base de 1990. O ano de 1990 foi usado na Convenção-Quadro das Nações Unidas sobre Mudança do Clima (CQNUMC) como ano-base para as emissões e também é usado no Protocolo de Quioto (alguns gases também são medidos a partir do ano de 1995).:146, 149 As emissões de um país também podem ser apresentadas como uma proporção das emissões globais em um determinado ano.
Outra medida é a das emissões per capita. Isso divide o total de emissões anuais de um país por sua população na metade do ano. As emissões per capita podem ser baseadas em emissões históricas ou anuais.:106-107

### Emissões incorporadas
Uma forma de atribuir as emissões de gases de efeito estufa é medir as emissões incorporadas (também chamadas de "emissões embutidas") dos bens que estão sendo consumidos. Em geral, as emissões são medidas pela produção, e não pelo consumo. Por exemplo, no principal tratado internacional sobre mudança climática (CQNUMC), os países informam sobre as emissões produzidas dentro de suas fronteiras, por exemplo, as emissões produzidas pela queima de combustíveis fósseis.:179 :1 Em uma contabilidade de emissões baseada na produção, as emissões incorporadas em bens importados são atribuídas ao país exportador, e não ao país importador. Em uma contabilidade de emissões baseada no consumo, as emissões incorporadas em bens importados são atribuídas ao país importador, e não ao país exportador.
Uma proporção substancial das emissões de CO2 é comercializada internacionalmente. O efeito geral do comércio foi a exportação de emissões da China e de outros mercados emergentes para consumidores nos EUA, no Japão e na Europa Ocidental.:4

### Fator de emissão
O fator de intensidade de emissão é uma relação entre as emissões de gases de efeito estufa e outra métrica, por exemplo, o produto interno bruto (PIB) ou o uso de energia. Os fatores de emissão podem ser calculadas usando taxas de câmbio de mercado (MER) ou paridade de poder de compra (PPP).:96 Os cálculos baseados em MER mostram grandes diferenças nas intensidades entre países desenvolvidos e em desenvolvimento, enquanto os cálculos baseados em PPP mostram diferenças menores.

## Tendências históricas

### Emissões cumulativas e históricas
As emissões antropogênicas cumulativas de CO2 provenientes do uso de combustíveis fósseis são uma das principais causas do aquecimento global e dão alguma indicação de quais países contribuíram mais para a mudança climática induzida pelo homem. Em particular, o CO2 permanece na atmosfera por pelo menos 150 anos e até 1 000 anos, enquanto o metano desaparece em uma década ou mais e os óxidos nitrosos duram cerca de 100 anos. O gráfico dá algumas indicações de quais regiões contribuíram mais para a mudança climática antropogênica.:15 Quando esses números são calculados para emissões cumulativas per capita com base na população da época, a situação fica ainda mais clara. A proporção de emissões per capita entre países industrializados e países em desenvolvimento foi estimada em mais de 10 para 1.
Os países não pertencentes à OCDE foram responsáveis por 42% das emissões cumulativas de CO2 relacionadas à energia entre 1890 e 2007.:179-180 Nesse período, os EUA foram responsáveis por 28% das emissões; a UE, 23%; o Japão, 4%; outros países da OCDE, 5%; a Rússia, 11%; a China, 9%; a Índia, 3%; e o resto do mundo, 18%.:179-180 A Comissão Europeia adotou um conjunto de propostas legislativas visando reduzir as emissões de CO2 em 55% até 2030.
No geral, os países desenvolvidos foram responsáveis por 83,8% das emissões industriais de CO2 naquele período e por 67,8% do total de emissões de CO2. Os países em desenvolvimento foram responsáveis por 16,2% das emissões industriais de CO2 e 32,2% do total de emissões de CO2.
No entanto, o que fica claro quando se analisa as emissões em todo o mundo atualmente é que os países com as maiores emissões ao longo da história nem sempre são os maiores emissores hoje. Por exemplo, em 2017, o Reino Unido foi responsável por apenas 1% das emissões globais.
Em comparação, os seres humanos emitiram mais gases de efeito estufa do que o impacto do meteorito Chicxulub, que resultou na extinção dos dinossauros.

Emissões de CO_{2} por fonte desde 1880

O transporte, juntamente com a geração de eletricidade, é a principal fonte de emissões de gases de efeito estufa na UE. As emissões de gases de efeito estufa do setor de transportes continuam a aumentar, em contraste com a geração de energia e quase todos os outros setores. Desde 1990, as emissões do setor de transportes aumentaram em 30%. O setor de transportes é responsável por cerca de 70% das emissões, em grande medida causadas por veículos de passeio e vans. As viagens rodoviárias são a primeira grande fonte de emissões de gases de efeito estufa do transporte, seguidas pelas aeronaves e pelo transporte marítimo. O transporte aquaviário ainda é o modo de transporte que menos consome carbono, em média, e é um elo essencial em cadeias de suprimentos de frete multimodal sustentáveis.
Os edifícios, assim como a indústria, são diretamente responsáveis por cerca de um quinto das emissões de gases de efeito estufa, principalmente devido ao aquecimento do recinto e ao consumo de água quente. Quando combinado com o consumo de energia dentro dos edifícios, esse número sobe para mais de um terço.

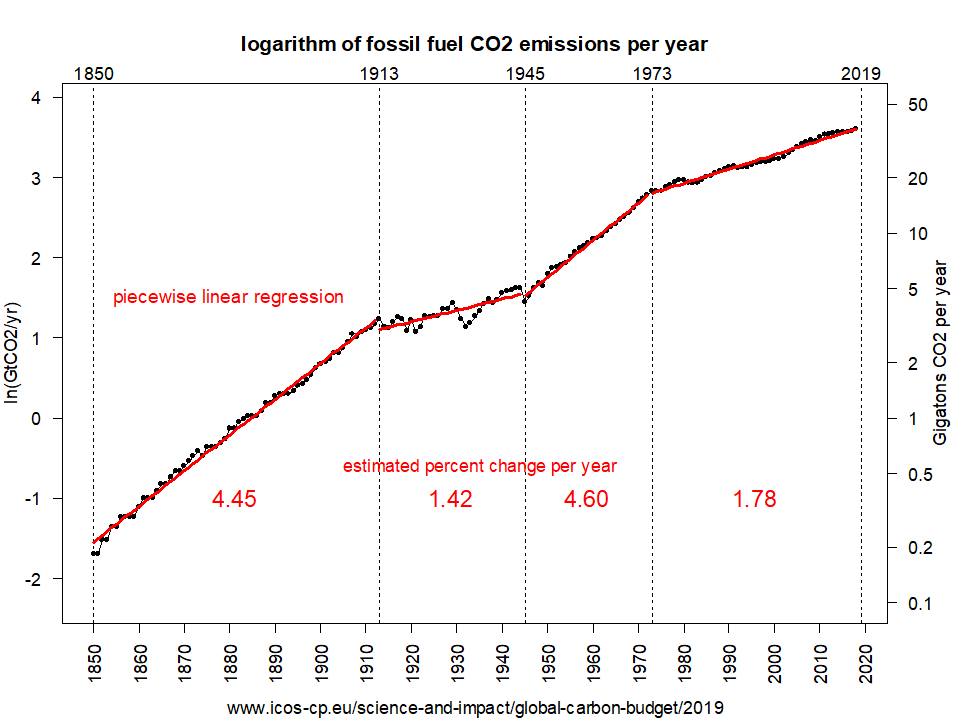
Emissões de CO_{2} de combustíveis fósseis em escalas logarítmicas (natural e de base 10)

Na UE, o setor agrícola é atualmente responsável por cerca de 10% do total de emissões de gases de efeito estufa, sendo que o metano proveniente da pecuária é responsável por pouco mais da metade desses 10%.
As estimativas do total de emissões de CO2 incluem emissões de carbono biótico, principalmente do desmatamento.:94 A inclusão de emissões bióticas gera os mesmos que os sumidouros de carbono e à mudança no uso da terra.:93-94 O cálculo real das emissões líquidas é bastante complexo e é afetado pela forma como os sumidouros de carbono são alocados entre as regiões e a dinâmica do  sistema climático.
O gráfico à esquerda mostra o logaritmo das emissões de CO2 de combustíveis fósseis de 1850 a 2019; log natural à esquerda, valor real em Gigatoneladas por ano à direita. Embora as emissões tenham aumentado durante o período de 170 anos em cerca de 3% ao ano no geral, é possível detectar intervalos de taxas de crescimento nitidamente diferentes (interrompidos em 1913, 1945 e 1973). As linhas de regressão sugerem que as emissões podem mudar rapidamente de um regime de crescimento para outro e depois persistir por longos períodos. A queda mais recente no crescimento das emissões, de quase 3 pontos percentuais, ocorreu aproximadamente na época da crise energética dos anos 1970. As alterações percentuais por ano foram estimadas por regressão linear por partes nos dados de registro e são mostradas no gráfico; os dados são do sistema The Integrated Carbon Observation.

### Mudanças desde um determinado ano-base
A aceleração acentuada das emissões de CO2 desde 2000, com um aumento de mais de 3% ao ano (mais de 2 ppm ao ano), em comparação com 1,1% ao ano durante a década de 1990, pode ser atribuída ao fim das tendências de declínio anteriores na intensidade de carbono das nações desenvolvidas e em desenvolvimento. A China foi responsável pela maior parte do crescimento global das emissões durante esse período. As emissões localizadas em queda associadas ao fim da União Soviética foram seguidas por um crescimento lento das emissões naquela região. Em comparação, o metano não aumentou consideravelmente, e o 
N2O aumentou 0,25% em relação ao ano -1.
O uso de diferentes anos-base para medir as emissões afeta as estimativas das contribuições nacionais para o aquecimento global.:17-18 Estas podem ser calculadas dividindo-se a maior contribuição de um país para o aquecimento global a partir de um determinado ano-base pela contribuição mínima desse país para o aquecimento global a partir de um determinado ano-base. A escolha entre os anos-base de 1750, 1900, 1950 e 1990 tem um efeito significativo para a maioria dos países.:17-18 No grupo de países do G8, esse efeito é mais significativo para o Reino Unido, a França e a Alemanha. Estes países têm um longo histórico de emissões de CO2 (consulte a seção sobre emissões cumulativas e históricas).

## Emissões por tipo de gás de efeito estufa
Distribuição das emissões globais de gases de efeito estufa com base no tipo de gás de efeito estufa, sem mudança no uso da terra, usando o potencial de aquecimento global de 100 anos (dados de 2020).
Total: 49,8 GtCO2e:5
O dióxido de carbono (
CO2) é o gás de efeito estufa dominante, enquanto as emissões de metano (
CH4) têm quase o mesmo impacto a curto prazo. Em comparação, o óxido nitroso (
N2O) e os gases fluorados desempenham um papel menor.
As emissões de gases de efeito estufa são medidas em equivalentes de CO2 determinados por seu potencial de aquecimento global (GWP), que depende de seu tempo de permanência na atmosfera. As estimativas dependem largamente da capacidade dos oceanos e dos sumidouros terrestres de absorver esses gases. Os poluentes climáticos de vida curta [en] (SLCPs), incluindo metano, hidrofluorcarbonetos (HFCs), ozônio troposférico e carbono negro, persistem na atmosfera por um período que varia de dias a 15 anos, enquanto o dióxido de carbono pode permanecer na atmosfera por milênios. A redução das emissões de SLCP pode diminuir a taxa atual de aquecimento global em quase metade e reduzir o  aquecimento projetado do Ártico em dois terços.
As emissões de gases de efeito estufa em 2019 foram estimadas em 57,4 GtCO2e, enquanto as emissões de CO2 sozinhas representaram 42,5 Gt, incluindo a mudança no uso da terra.
Embora as medidas de mitigação para a descarbonização sejam essenciais no longo prazo, elas podem resultar em um pequeno aquecimento no curto prazo, porque as fontes de emissões de carbono geralmente também co-emitem outros poluentes. Portanto, a combinação de medidas voltadas para o dióxido de carbono com medidas voltadas para poluentes que não sejam de CO2 - poluentes climáticos de vida curta, que têm efeitos mais rápidos sobre o clima - é essencial para as metas climáticas.

### Dióxido de carbono (CO2)
- Combustível fóssil (uso para geração de energia, transporte, aquecimento e maquinário em plantas industriais): petróleo, gás e carvão (89%) são os principais impulsionadores do aquecimento global antropogênico, com emissões anuais de 35,6 GtCO2 em 2019.[70]:20
- A produção de cimento é estimada em 1,42 GtCO2 (4%).
- A mudança no uso da terra é o desequilíbrio entre o desmatamento e o reflorestamento. As estimativas são muito incertas e chegam a 4,5 GtCO2. Somente os incêndios florestais causam emissões anuais de cerca de 7 GtCO2.[71][72]
- Uso não energético de combustíveis, perdas de carbono em fornos de coque e  queima de gases na produção de petróleo cru.[70]

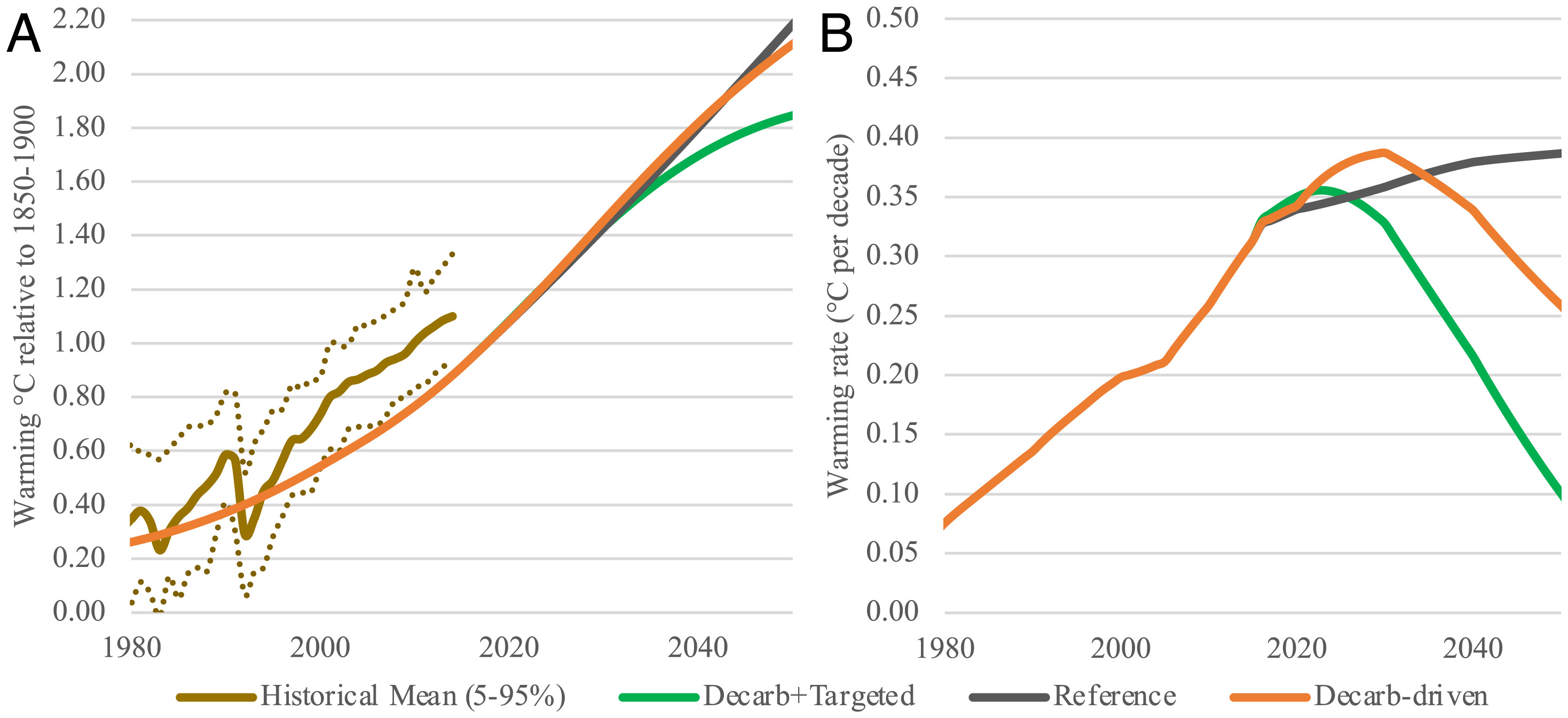
Projeções históricas e futuras de temperatura mostram a importância da mitigação de poluentes climáticos de vida curta, como o metano

### Metano (CH4)
O metano tem um alto impacto imediato com um potencial de aquecimento global de 5 anos de até 100. Com isso, as atuais 389 Mt de emissões de metano:6 têm aproximadamente o mesmo efeito de aquecimento global de curto prazo que as emissões de CO2, com o risco de provocar mudanças irreversíveis no clima e nos ecossistemas. No caso do metano, uma redução de cerca de 30% em relação aos níveis atuais de emissão levaria à estabilização de sua concentração atmosférica.
- Os combustíveis fósseis (32%) (emissões devido a perdas durante a produção e o transporte) são responsáveis pela maior parte das emissões de metano, incluindo a mineração de carvão (12% do total de metano), a distribuição de gás e os vazamentos (11%), bem como a ventilação de gás na produção de petróleo (9%).[70]:6[70]:12
- Pecuária (28%), sendo o gado bovino (21%) a fonte dominante, seguido por búfalos (3%), ovelhas (2%) e cabras (1,5%).[70]:6, 23
- Resíduos humanos e águas residuais (21%): Quando resíduos de biomassa em aterros sanitários e substâncias orgânicas em águas residuais domésticas e industriais são decompostos por bactérias em condições anaeróbicas, são geradas quantidades substanciais de metano.[70]:12
- O cultivo de arroz (10%) em campos de arroz inundados é outra fonte agrícola, onde a decomposição anaeróbica de material orgânico produz metano.[70]:12

### Óxido nitroso (N2O)
O N2O tem um alto potencial de aquecimento global e um significativo potencial de destruição da camada de ozônio. Estima-se que o potencial de aquecimento global do N2O em 100 anos seja 265 vezes maior que o do CO2. Para o N2O, seria necessária uma redução de mais de 50% para a estabilização.
A maioria das emissões (56%) de óxido nitroso vem da agricultura, especialmente da produção de carne: gado (fezes no pasto), fertilizantes, esterco animal.:12 Outras contribuições vêm da combustão de combustíveis fósseis (18%) e biocombustíveis, bem como da produção industrial de ácido adípico e ácido nítrico.

### Gases fluorados
Os gases fluorados incluem hidrofluorocarbonetos (HFC), perfluorocarbonetos (PFC), hexafluoreto de enxofre (SF6) e trifluoreto de nitrogênio (NF3). Eles são usados em comutadores no setor de energia, na fabricação de semicondutores, na produção de alumínio e em outras fontes desconhecidas de SF6. :38 A redução contínua da fabricação e do uso de HFCs de acordo com a  Emenda de Kigali ao Protocolo de Montreal ajudará a reduzir as emissões de HFCs e, ao mesmo tempo, melhorará a eficiência energética dos aparelhos que usam HFCs, como condicionadores de ar, freezers e outros dispositivos de refrigeração.

### Hidrogênio
Os vazamentos de hidrogênio contribuem para o aquecimento global indireto. Quando o hidrogênio é oxidado na atmosfera, o resultado é um aumento nas concentrações de gases de efeito estufa tanto na troposfera quanto na estratosfera. O hidrogênio pode vazar das instalações de produção de hidrogênio, bem como de qualquer infraestrutura em que o hidrogênio seja transportado, armazenado ou consumido.

### Carbono negro
O carbono negro é formado pela combustão incompleta de combustíveis fósseis, biocombustíveis e biomassa. Ele não é um gás de efeito estufa, mas um agente forçador do clima. O carbono negro pode absorver a luz solar e reduzir o albedo quando depositado na neve e no gelo. O aquecimento indireto pode ser causado pela interação com as nuvens. O carbono negro permanece na atmosfera por apenas alguns dias ou semanas. As emissões podem ser mitigadas com a modernização de fornos de coque, a instalação de filtros de partículas em motores a diesel, a redução da queima de rotina [en] e a minimização da queima de biomassa a céu aberto.

## Emissões por setor
As emissões globais de gases de efeito estufa podem ser atribuídas a diferentes setores da economia. Isso fornece uma imagem das contribuições variadas de diferentes tipos de atividade econômica para a mudança climática e ajuda a entender as mudanças necessárias para mitigar o aquecimento global.

Contribuições para a mudança climática discriminadas por setor econômico em de 2019

As emissões de gases de efeito estufa podem ser divididas entre as que resultam da combustão de combustíveis para produzir energia e as geradas por outros processos. Cerca de dois terços das emissões de gases de efeito estufa resultam da queima de combustíveis.
A energia pode ser produzida no ponto de consumo ou por um gerador para ser consumida por outros. Assim, as emissões decorrentes da produção de energia podem ser categorizadas conforme o local onde são emitidas ou onde a energia resultante é consumida. Se as emissões forem atribuídas ao ponto de produção, então os geradores de eletricidade contribuem com cerca de 25% das emissões globais de gases de efeito estufa. Se essas emissões forem atribuídas ao consumidor final, então 24% do total de emissões são provenientes da manufatura e da construção, 17% do transporte, 11% dos consumidores domésticos e 7% dos consumidores comerciais. Cerca de 4% das emissões são provenientes da energia consumida pelo próprio setor de energia e combustível.

O terço restante das emissões é proveniente de outros processos que não a produção de energia. 12% do total de emissões são provenientes da agricultura, 7% da mudança no uso da terra e da silvicultura, 6% de processos industriais e 3% de resíduos.

## Por classe socioeconômica e idade
Alimentados pelo estilo de vida consumista, os 5% mais ricos da população global foram responsáveis por 37% do aumento absoluto das emissões de gases de efeito estufa em todo o mundo. Pode-se observar que há uma forte relação entre renda e emissões per capita de dióxido de carbono. Quase metade do aumento das emissões globais absolutas foi causada pelos 10% mais ricos da população. No relatório mais recente do IPCC 2022, afirma-se que o estilo de vida dos pobres e da classe média nas economias emergentes produz aproximadamente de 5 a 50 vezes menos do que a classe alta em países de alta renda já desenvolvidos. As variações nas emissões per capita regionais e nacionais refletem, em parte, os diferentes estágios de desenvolvimento, mas também variam muito em níveis de renda semelhantes. Os 10% das famílias com as maiores emissões per capita contribuem com uma parcela desproporcionalmente grande das emissões globais de gases de efeito estufa das famílias.
Estudos revelam que os cidadãos mais abastados do mundo são responsáveis pela maior parte dos impactos ambientais, e é necessária uma ação robusta por parte deles para haver uma perspectiva de mudança em direção a condições ambientais mais seguras.

Dimensionando o efeito da riqueza para o nível nacional: os países mais ricos (desenvolvidos) emitem mais CO_{2} por pessoa do que os países mais pobres (em desenvolvimento). As emissões são praticamente proporcionais ao PIB por pessoa, embora a taxa de aumento diminua com um PIB/pp médio de cerca de 10 000 dólares.

De acordo com um relatório de 2020 da Oxfam e do Stockholm Environment Institute [en], o 1% mais rico da população global causou duas vezes mais emissões de carbono do que os 50% mais pobres nos 25 anos entre 1990 e 2015. Durante este período, foram 15% das emissões acumuladas, respectivamente, contra 7%. A metade mais pobre da população é diretamente responsável por menos de 20% das pegadas de energia e consome menos do que os 5% mais ricos em termos de energia corrigida pelo comércio. A maior desproporcionalidade foi identificada no domínio do transporte, onde, por exemplo, os 10% mais ricos consomem 56% do combustível dos veículos e realizam 70% das compras de veículos. No entanto, os indivíduos ricos também costumam ser acionistas e, normalmente, têm mais influência e, especialmente no caso dos bilionários, também podem direcionar esforços de lobby, decisões financeiras diretas ou controlar empresas.
Com base em um estudo realizado em 32 países desenvolvidos, os pesquisadores descobriram que "os idosos dos Estados Unidos e da Austrália têm a maior pegada per capita, o dobro da média ocidental. A tendência se deve principalmente a mudanças nos padrões de gastos dos idosos".

## Métodos para reduzir as emissões de gases de efeito estufa
Os governos tomaram medidas para reduzir as emissões de gases de efeito estufa para mitigar as mudanças climáticas. Os países e as regiões listados no Anexo I da Convenção-Quadro das Nações Unidas sobre Mudança do Clima (UNFCCC) (ou seja, a OCDE e as antigas economias planejadas da União Soviética) devem enviar relatórios periódicos à UNFCCC sobre as medidas que estão adotando para lidar com a mudança do clima.:3 As políticas implementadas pelos governos incluem, por exemplo, metas nacionais e regionais para reduzir as emissões, promover a eficiência energética e apoiar a transição energética.
A mitigação das mudanças climáticas se dá com ações que limitem a magnitude ou o ritmo do aquecimento global e suas consequências. A mitigação das mudanças climáticas geralmente envolve a redução na emissão de gases do efeito estufa geradas por humanos. Políticas como o reflorestamento e a preservação ambiental de florestas existentes podem diminuir os riscos associados às causas do aquecimento global.
De acordo com o relatório do IPCC de 2014, "[…] A mitigação eficaz das alterações climáticas não será alcançada se cada agente (indivíduo, instituição ou país) agir independentemente no seu próprio interesse egoísta, sugerindo a necessidade de ação coletiva. Algumas ações de adaptação, por outro lado, têm características de um bem privado, pois os benefícios das ações podem reverter mais diretamente para os indivíduos, regiões ou países que as realizam, pelo menos no curto prazo. No entanto, o financiamento dessas atividades adaptativas continua a ser um problema, particularmente para os indivíduos e países mais pobres."
O relatório Aquecimento global de 1,5 ºC, do Painel Intergovernamental sobre Mudanças Climáticas, calcula os impactos do aquecimento global em 1,5º Celsius, conforme estabelecido no acordo de Paris em 2015.

## Projeções de emissões futuras

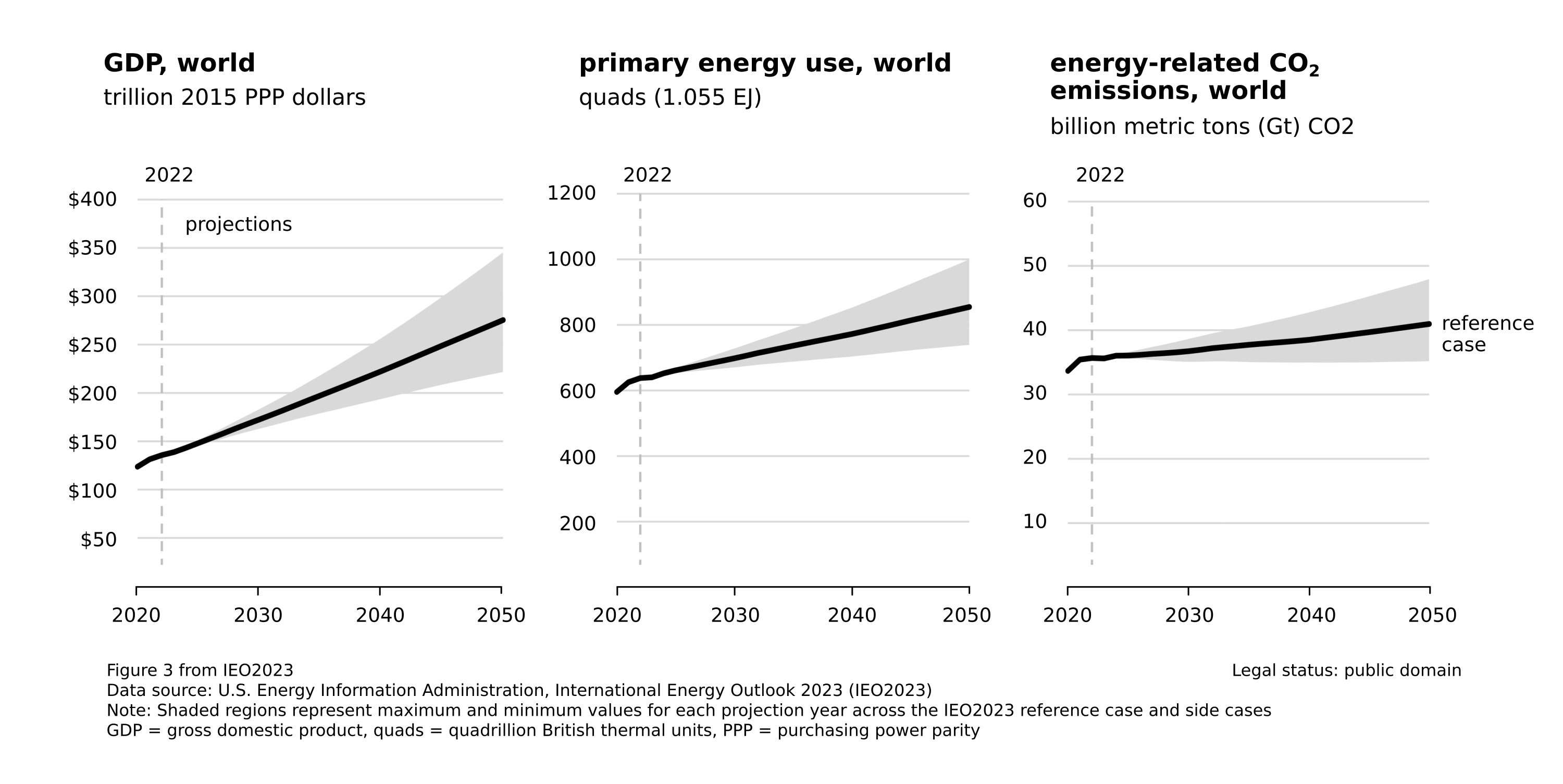
Figura 3 do relatório International Energy Outlook 2023 (IEO2023). As emissões agregadas de carbono relacionadas à energia permanecem constantes até 2050 no caso de baixo crescimento do PIB; caso contrário, as emissões aumentam significativamente.

Em outubro de 2023, a Administração de Informações sobre Energia dos EUA (EIA) divulgou uma série de projeções até 2050 com base nas atuais intervenções políticas identificáveis. Diferentemente de muitos modelos de sistemas [en] integrados nesse campo, as emissões podem flutuar em vez de serem fixadas em  zero líquido em 2050. Uma análise de sensibilidade variou os principais parâmetros, principalmente o crescimento futuro do PIB (2,6% ao ano como referência, variando de 1,8% a 3,4%) e, em segundo lugar, as taxas de aprendizado tecnológico, os preços futuros do petróleo bruto e dados exógenos semelhantes. Os resultados do modelo estão longe de ser animadores. Em nenhum caso as emissões agregadas de carbono relacionadas à energia caíram abaixo dos níveis de 2022 (veja o gráfico da Figura 3). A exploração do IEO2023 fornece uma referência e sugere que são necessárias ações muito mais incisivas.
O "Relatório de Lacuna de Emissões" anual do PNUMA declarou em 2022 que era necessário reduzir as emissões quase pela metade. "Para entrar no caminho certo para limitar o aquecimento global a 1,5°C, as emissões anuais globais de GEE devem ser reduzidas em 45% em comparação com as projeções de emissões sob as políticas atualmente em vigor em apenas oito anos, e devem continuar a diminuir rapidamente após 2030, para evitar o esgotamento do limitado  orçamento de carbono atmosférico restante.":xvi O relatório comentou que o mundo deveria se concentrar em transformações econômicas de base ampla e não em mudanças incrementais.:xvi
Em 2022, o Painel Intergovernamental sobre Mudanças Climáticas (IPCC) divulgou seu Sexto Relatório de Avaliação sobre mudanças climáticas. Ele alertou que as emissões de gases de efeito estufa devem atingir o pico antes de 2025, no máximo, e diminuir 43% até 2030 para ter uma boa chance de limitar o aquecimento global a 1,5 °C. Ou, nas palavras do Secretário-Geral das Nações Unidas, António Guterres: "Os principais emissores devem reduzir drasticamente as emissões a partir deste ano".

## Sociedade e cultura

### Impactos da pandemia de COVID-19
Em 2020, as emissões de dióxido de carbono caíram 6,4% ou 2,3 bilhões de toneladas globalmente. Em abril de 2020, as emissões de óxido nitroso caíram em até 30%. Na China, os isolamentos e outras medidas resultaram em uma diminuição de 26% no consumo de carvão e uma redução de 50% nas emissões de óxido nitroso. As emissões de gases de efeito estufa se recuperaram mais tarde na pandemia, à medida que muitos países começaram a suspender as restrições, com o impacto direto das políticas pandêmicas tendo um impacto insignificante de longo prazo nas mudanças climáticas.